# Список об'єктів Світової спадщини ЮНЕСКО в Азії і Тихоокеанському регіоні

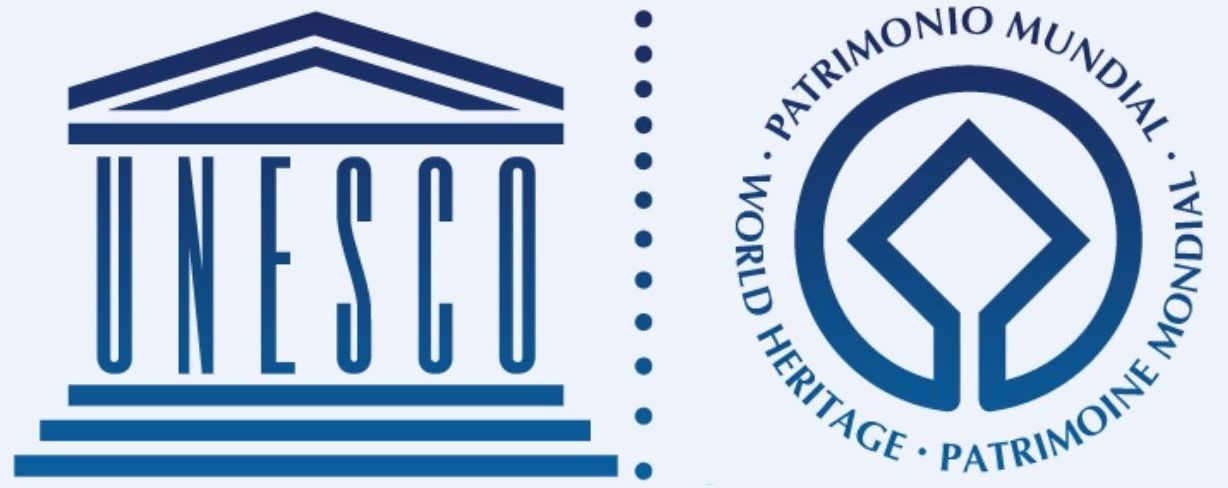
Емблема проєкту Світова спадщина ЮНЕСКО

Цей список містить об'єкти Світової спадщини ЮНЕСКО, розташованих в Азії й Тихоокеанському регіоні.
У списку станом на 2023 рік налічується 278 об'єктів. Разом це становить 24,03 % загальної кількості об'єктів Світової спадщини ЮНЕСКО.
196 об'єктів внесені до списку за культурними критеріями, причому 60 з них визнані шедеврами людського генія (критерій i), 70 об'єктів включені за природними критеріями, 45 з них визнані природним феноменом виняткової краси та естетичної важливості (критерій vii) і ще 12 об'єктів включені за змішаними критеріями. 6 об'єктів зі списку перебувають під загрозою.
| i  | ii  | iii | iv  | v  | vi | vii | viii | ix | x  |
| -- | --- | --- | --- | -- | -- | --- | ---- | -- | -- |
| 60 | 110 | 136 | 115 | 32 | 78 | 45  | 26   | 41 | 53 |

У наведеній таблиці об'єкти розташовані за країною, а далі у хронологічному порядку їх внесення до списку Світової спадщини.
Кольорами у списку позначено:
| культурний | природний | змішаний | під загрозою |
| ---------- | --------- | -------- | ------------ |
| 196        | 70        | 12       | 6            |

## Австралія
| №  | Зображення | Назва | Місцеположення                                              | Час створення             | Час внесення до списку                                                   | №    | Критерії                      |
| -- | ---------- | --- | ----------------------------------------------------------- | ------------------------- | ------------------------------------------------------------------------ | ---- | ----------------------------- |
| 1  |            | Національний парк Какаду (англ. Kakadu National Park)                                                                                | Австралія Північна Територія                                | 20 000 років тому         | 1981 (розширено в 1987 та 1992 роках) (незначні зміни у 2011 році)       | 147  | i, vi, vii, ix, x             |
| 2  |            | Великий Бар'єрний риф (англ. Great Barrier Reef)                                                                                     | Австралія Біля східного узбережжя штату Квінсленд           | —                         | 1981                                                                     | 154  | vii, viii, ix, x              |
| 3  |            | Озерний край Уїлландра (англ. Willandra Lakes Region)                                                                                | Австралія Шири Балранальд і Вентворт, Новий Південний Уельс | 40 000 років тому         | 1981                                                                     | 167  | iii, viii                     |
| 4  |            | Дика природа Тасманії (англ. Tasmanian Wilderness)                                                                                   | Австралія Штат Тасманія                                     | 30 000 років тому         | 1982 (розширено в 1989 році) (незначні зміни у 2010, 2012 та 2013 роках) | 181  | iii, iv, vi, vii, viii, ix, x |
| 5  |            | Група островів Лорд-Гав (англ. Lord Howe Island Group)                                                                               | Австралія Новий Південний Уельс                             | —                         | 1982                                                                     | 186  | vii, x                        |
| 6  |            | Дощові ліси східного узбережжя Австралії (англ. Gondwana Rainforests of Australia)                                                   | Австралія Штати Новий Південний Уельс та Квінсленд          | —                         | 1986 (розширено в 1994 році)                                             | 368  | viii, ix, x                   |
| 7  |            | Національний парк Улуру-Ката-Тьюта (англ. Uluru-Kata Tjuta National Park)                                                            | Австралія Північна Територія                                | 3-тє тисячоліття до н. е. | 1987 (розширено в 1994 році)                                             | 447  | v, vi, vii, viii              |
| 8  |            | Вологі тропіки Квінсленду (англ. Wet Tropics of Queensland)                                                                          | Австралія                                                   | —                         | 1988                                                                     | 486  | vii, viii, ix, x              |
| 9  |            | Шарк-Бей, Західна Австралія (англ. Shark Bay, Western Australia)                                                                     | Австралія Штат Західна Австралія                            | —                         | 1991                                                                     | 578  | vii, viii, ix, x              |
| 10 |            | К'гарі (острів Фрейзер) (англ. K’gari (Fraser Island))                                                                               | Австралія Штат Квінсленд                                    | —                         | 1992                                                                     | 630  | vii, viii, ix                 |
| 11 |            | Місця австралійських скам'янілостей ссавців (Ріверслей / Наракорт) (англ. Australian Fossil Mammal Sites (Riversleigh / Naracoorte)) | Австралія Штати Квінсленд та Південна Австралія             | —                         | 1994                                                                     | 698  | viii, ix                      |
| 12 |            | Острови Герд і Макдональд (англ. Heard and McDonald Islands)                                                                         | Австралія Територія островів Герд і Макдональд              | —                         | 1997                                                                     | 577  | viii, ix                      |
| 13 |            | Острів Маккуорі (англ. Macquarie Island)                                                                                             | Австралія Штат Тасманія                                     | —                         | 1997                                                                     | 629  | vii, viii                     |
| 14 |            | Район Великих Блакитних гір (англ. Greater Blue Mountains Area)                                                                      | Австралія                                                   | —                         | 2000                                                                     | 917  | ix, x                         |
| 15 |            | Національний парк Пурнулулу (англ. Purnululu National Park)                                                                          | Австралія Західна Австралія                                 | —                         | 2003                                                                     | 1094 | vii, viii                     |
| 16 |            | Королівський виставковий центр та Карлтонські сади (англ. Royal Exhibition Building and Carlton Gardens)                             | Австралія Мельбурн, Вікторія                                | XIX століття              | 2004 (незначні зміни у 2010 році)                                        | 1131 | ii                            |
| 17 |            | Сіднейський оперний театр (англ. Sydney Opera House)                                                                                 | Австралія Новий Південний Уельс                             | 1973                      | 2007                                                                     | 166  | i                             |
| 18 |            | Каторжні поселення Австралії (англ. Australian Convict Sites)                                                                        | Австралія                                                   | XIX століття              | 2010                                                                     | 1306 | iv, vi                        |
| 19 |            | Узбережжя Нінгало (англ. Ningaloo Coast)                                                                                             | Австралія                                                   | —                         | 2011                                                                     | 1369 | vii, x                        |
| 20 |            | Культурний ландшафт Будж Бім (англ. Budj Bim Cultural Landscape)                                                                     | Австралія                                                   | 5-те тисячоліття до н. е. | 2019                                                                     | 1577 | iii, v                        |

## Афганістан
| № | Зображення | Назва | Місцеположення                            | Час створення | Час внесення до списку                      | №   | Критерії           |
| - | ---------- | --- | ----------------------------------------- | ------------- | ------------------------------------------- | --- | ------------------ |
| 1 |            | Мінарет та археологічні пам'ятки Джаму (англ. Minaret and Archaeological Remains of Jam)                                                   | Афганістан провінція Гор, район Шахрак    | XII століття  | 2002 (з 2002 року знаходиться під загрозою) | 211 | ii, iii, iv        |
| 2 |            | Культурний ландшафт і археологічні знахідки Баміанської долини (англ. Cultural Landscape and Archaeological Remains of the Bamiyan Valley) | Афганістан провінція Баміан, район Баміан | VI століття   | 2003 (з 2003 року знаходиться під загрозою) | 208 | i, ii, iii, iv, vi |

## Бангладеш
| № | Зображення | Назва                                                                                 | Місцеположення                              | Час створення | Час внесення до списку | №   | Критерії  |
| - | ---------- | ------------------------------------------------------------------------------------- | ------------------------------------------- | ------------- | ---------------------- | --- | --------- |
| 1 |            | Історичне місто мечетей Багерхат (англ. Historic Mosque City of Bagerhat)             | Бангладеш зіла Кхулна                       | XV століття   | 1985                   | 321 | iv        |
| 2 |            | Руїни буддійської вігари в Пахарпурі (англ. Ruins of the Buddhist Vihara at Paharpur) | Бангладеш Зіла Наогаон регіону Раджшахі     | VIII століття | 1985                   | 322 | i, ii, iv |
| 3 |            | Сундарбан (англ. The Sundarbans)                                                      | Бангладеш Південно-Західний регіон (Кхулна) | —             | 1997                   | 798 | ix, x     |

## Вануату
| № | Зображення | Назва                                                    | Місцеположення                     | Час створення | Час внесення до списку | №    | Критерії   |
| - | ---------- | -------------------------------------------------------- | ---------------------------------- | ------------- | ---------------------- | ---- | ---------- |
| 1 |            | Володіння вождя Роя Мати (англ. Chief Roi Mata’s Domain) | Вануату Провінція Шефа, Мангаліліу | XVII століття | 2008                   | 1280 | iii, v, vi |

## В'єтнам
| № | Зображення | Назва | Місцеположення                                              | Час створення     | Час внесення до списку            | №    | Критерії     |
| - | ---------- | --- | ----------------------------------------------------------- | ----------------- | --------------------------------- | ---- | ------------ |
| 1 |            | Комплекс пам'ятників Хюе (англ. Complex of Hué Monuments)                                                                           | В'єтнам Тхиатх'єн-Хюе: місто Хюе, повіт Хионгча, Хіонг Тхюй | XIX століття      | 1993                              | 678  | iv           |
| 2 |            | Бухта Ха Лонг (англ. Ha Long Bay)                                                                                                   | В'єтнам Місто Холонг, Куангнінь                             | —                 | 1994 (розширено у 2000 році)      | 672  | vii, viii    |
| 3 |            | Стародавнє місто Хоян (англ. Hoi An Ancient Town)                                                                                   | В'єтнам Хоян, Куангнам                                      | XVI століття      | 1999                              | 948  | ii, v        |
| 4 |            | Святилище Мішон (англ. My Son Sanctuary)                                                                                            | В'єтнам Повіт Дуйсюен, Куангнам                             | X століття        | 1999                              | 949  | ii, iii      |
| 5 |            | Національний парк Фонг-Ня-Ке-Банг (англ. Phong Nha-Ke Bang National Park)                                                           | В'єтнам Повіт Бочай, Куангбінь                              | —                 | 2003 (розширено у 2015 році)      | 951  | viii, ix, x  |
| 6 |            | Центральний сектор імператорської цитаделі Тханг Лонга — Ханой (англ. Central Sector of the Imperial Citadel of Thang Long - Hanoi) | В'єтнам Район Бадінь, Ханой                                 | XI століття       | 2010                              | 1328 | ii, iii, vi  |
| 7 |            | Цитадель династії Хо (англ. Citadel of the Ho Dynasty)                                                                              | В'єтнам Повіт Вінь Лок, Тханьхоа                            | XIV століття      | 2011                              | 1358 | ii, iv       |
| 8 |            | Ландшафтний комплекс Чанган (англ. Trang An Landscape Complex)                                                                      | В'єтнам Повіт Хоали, Ніньбінь                               | 35 000 років тому | 2014 (незначні зміни у 2016 році) | 1438 | v, vii, viii |

## Індія
| №  | Зображення | Назва | Місцеположення | Час створення                    | Час внесення до списку                                                              | №    | Критерії           |
| -- | ---------- | --- | --- | -------------------------------- | ----------------------------------------------------------------------------------- | ---- | ------------------ |
| 1  |            | Печери Аджанти (англ. Ajanta Caves) | Індія Штат Махараштра, округ Аурангабад, талук Соягон, село Ленапур                                                            | 2-ге тисячоліття до н. е.        | 1983                                                                                | 242  | i, ii, iii, vi     |
| 2  |            | Печери Еллори (англ. Ellora Caves) | Індія Штат Махараштра, округ Аурангабад, талук Хулатабад, село Верул                                                           | VII століття                     | 1983                                                                                | 243  | i, iii, vi         |
| 3  |            | Форт Агри (англ. Agra Fort) | Індія Уттар-Прадеш, округ Аґра                                                                                                 | XVII століття                    | 1983                                                                                | 251  | iii                |
| 4  |            | Тадж Махал (англ. Taj Mahal) | Індія Уттар-Прадеш, округ Аґра                                                                                                 | 1631 – 1648                      | 1983                                                                                | 252  | i                  |
| 5  |            | Храм сонця в Конарку (англ. Sun Temple, Konârak) | Індія Штат Одіша, округ Пурі                                                                                                   | XIII століття                    | 1984                                                                                | 246  | i, iii, vi         |
| 6  |            | Група пам'ятників у Махабаліпурамі (англ. Group of Monuments at Mahabalipuram)                                                                                   | Індія Штат Тамілнад, округ Чінглпут                                                                                            | VII століття                     | 1984                                                                                | 249  | i, ii, iii, vi     |
| 7  |            | Національний парк Казіранґа (англ. Kaziranga National Park) | Індія Штат Ассам | —                                | 1985                                                                                | 337  | ix, x              |
| 8  |            | Заповідник дикої природи Манас (англ. Manas Wildlife Sanctuary)                                                                                                  | Індія Штат Ассам | —                                | 1985 (з 1992 року по 2011 рік знаходився під загрозою)                              | 338  | vii, ix, x         |
| 9  |            | Національний парк Кеоладео (англ. Keoladeo National Park) | Індія Штат Раджастхан, 50 км на захід від Агри                                                                                 | —                                | 1985                                                                                | 340  | x                  |
| 10 |            | Храми та монастирі Гоа (англ. Churches and Convents of Goa) | Індія Штат Гоа | XVI століття                     | 1986                                                                                | 234  | ii, iv, vi         |
| 11 |            | Група пам'яток Кхаджурахо (англ. Khajuraho Group of Monuments)                                                                                                   | Індія Штат Мадг'я-Прадеш | X століття                       | 1986                                                                                | 240  | i, iii             |
| 12 |            | Група пам'ятників у Гампі (англ. Group of Monuments at Hampi) | Індія Штат Карнатака, округ Белларі                                                                                            | XVI століття                     | 1986 (з 1999 року по 2006 рік знаходився під загрозою) (незначні зміни у 2012 році) | 241  | i, iii, iv         |
| 13 |            | Фатехпур-Сікрі (англ. Fatehpur Sikri) | Індія Уттар-Прадеш, округ Аґра                                                                                                 | XVI століття                     | 1986                                                                                | 255  | ii, iii, iv        |
| 14 |            | Група пам'ятників у Паттадакалі (англ. Group of Monuments at Pattadakal)                                                                                         | Індія Штат Карнатака, округ Біджапур, талук Бадамі                                                                             | VIII століття                    | 1987                                                                                | 239  | iii, iv            |
| 15 |            | Печерні храми острова Елефанта (англ. Elephanta Caves) | Індія Штат Махараштра, округ Колаба (острів Елефанта)                                                                          | VI століття                      | 1987                                                                                | 244  | i, iii             |
| 16 |            | Великі живі храми Чоли (англ. Great Living Chola Temples) | Індія | XI століття                      | 1987 (розширено у 2004 році)                                                        | 250  | ii, iii            |
| 17 |            | Національний парк Сундарбан (англ. Sundarbans National Park) | Індія Західний Бенгал | —                                | 1987                                                                                | 452  | ix, x              |
| 18 |            | Національні парки Нанда-Деві і Долина Квітів (англ. Nanda Devi and Valley of Flowers National Parks)                                                             | Індія Штат Уттаракханд | —                                | 1988 (розширено у 2005 році)                                                        | 335  | vii, x             |
| 19 |            | Буддійські пам'ятники в Санчі (англ. Buddhist Monuments at Sanchi)                                                                                               | Індія Мадг'я-Прадеш | III століття до н. е.            | 1989                                                                                | 524  | i, ii, iii, iv, vi |
| 20 |            | Гробниця Хумаюна, Делі (англ. Humayun's Tomb, Delhi) | Індія Делі | 1570                             | 1993 (незначні зміни у 2016 році)                                                   | 232  | ii, iv             |
| 21 |            | Кутб-Мінар та його пам'ятники, Делі (англ. Qutb Minar and its Monuments, Delhi)                                                                                  | Індія Делі | XIII століття                    | 1993                                                                                | 233  | iv                 |
| 22 |            | Гірські залізниці Індії (англ. Mountain Railways of India) | Індія | XIX століття                     | 1999 (розширено в 2005 та 2008 роках)                                               | 944  | ii, iv             |
| 23 |            | Храмовий комплекс Махабодхі в Бодх-Гая (англ. Mahabodhi Temple Complex at Bodh Gaya)                                                                             | Індія Штат Біхар, східна Індія                                                                                                 | V століття                       | 2002                                                                                | 1056 | i, ii, iii, iv, vi |
| 24 |            | Скельні укриття в Бгімбетці (англ. Rock Shelters of Bhimbetka)                                                                                                   | Індія Мадг'я-Прадеш | Від мезоліту до історичної епохи | 2003                                                                                | 925  | iii, v             |
| 25 |            | Вокзал Чгатрапаті-Шиваджі (колишній вокзал Вікторія) (англ. Chhatrapati Shivaji Terminus (formerly Victoria Terminus))                                           | Індія Місто Мумбай, штат Махараштра                                                                                            | 1887                             | 2004                                                                                | 945  | ii, iv             |
| 26 |            | Археологічний парк Чампанер-Паваґадг (англ. Champaner-Pavagadh Archaeological Park)                                                                              | Індія штат Гуджарат | XV століття                      | 2004                                                                                | 1101 | iii, iv, v, vi     |
| 27 |            | Комплекс Червоного форту (англ. Red Fort Complex) | Індія Делі | 1639 — 1648                      | 2007                                                                                | 231  | ii, iii, vi        |
| 28 |            | Джантар-Мантар, Джайпур (англ. The Jantar Mantar, Jaipur) | Індія | 1727 — 1734                      | 2010                                                                                | 1338 | iii, iv            |
| 29 |            | Західні Гати (англ. Western Ghats) | Індія | —                                | 2012                                                                                | 1342 | ix, x              |
| 30 |            | Гірські форти Раджастхану (англ. Hill Forts of Rajasthan) | Індія | VII століття                     | 2013                                                                                | 247  | ii, iii            |
| 31 |            | Рані-кі-вав (Східчаста криниця королеви) в Патані, штат Гуджарат (англ. Rani-ki-Vav (the Queen’s Stepwell) at Patan, Gujarat)                                    | Індія | XI століття                      | 2014                                                                                | 922  | i, iv              |
| 32 |            | Заповідна зона Національного парку Великі Гімалаї (англ. Great Himalayan National Park Conservation Area)                                                        | Індія | —                                | 2014                                                                                | 1406 | x                  |
| 33 |            | Архітектурні роботи Ле Корбюзьє - видатний внесок у модернізм (англ. The Architectural Work of Le Corbusier, an Outstanding Contribution to the Modern Movement) | Індія Чандігарх, союзна територія Чандігарх (спільно з Аргентиною , Бельгією , Німеччиною , Францією , Швейцарією та Японією ) | XX століття                      | 2016                                                                                | 1321 | i, ii, vi          |
| 34 |            | Археологічна пам'ятка Наланда Махавігара в Наланді, Біхар (англ. Archaeological Site of Nalanda Mahavihara at Nalanda, Bihar)                                    | Індія | III століття до н. е.            | 2016                                                                                | 1502 | iv, vi             |
| 35 |            | Національний парк Канченджанґа (англ. Khangchendzonga National Park)                                                                                             | Індія | VIII століття                    | 2016                                                                                | 1513 | ii, vi, vii, x     |
| 36 |            | Історичне місто Ахмадабад (англ. Historic City of Ahmadabad) | Індія | XV століття                      | 2017                                                                                | 1551 | ii, v              |
| 37 |            | Ансамблі вікторіанської готики та ар-деко Мумбая (англ. Victorian Gothic and Art Deco Ensembles of Mumbai)                                                       | Індія | XIX століття                     | 2018                                                                                | 1480 | ii, iv             |
| 38 |            | Місто Джайпур, Раджастхан (англ. Jaipur City, Rajasthan) | Індія | XVIII століття                   | 2019                                                                                | 1605 | ii, iv, vi         |
| 39 |            | Храм Какатіїв Рудрешвара (Рамаппа), Телангана (англ. Kakatiya Rudreshwara (Ramappa) Temple, Telangana)                                                           | Індія штат Телангана | XIII століття                    | 2021                                                                                | 1570 | i, iii             |
| 40 |            | Дхолавіра: харапське місто (англ. Dholavira: a Harappan City) | Індія | 3-тє тисячоліття до н. е.        | 2021                                                                                | 1645 | iii, iv            |

## Індонезія
| № | Зображення | Назва | Місцеположення | Час створення           | Час внесення до списку                      | №    | Критерії    |
| - | ---------- | --- | --- | ----------------------- | ------------------------------------------- | ---- | ----------- |
| 1 |            | Храмовий комплекс Боробудур (англ. Borobudur Temple Compounds) | Індонезія Регентство Магеланг, провінція Центральна Ява                                                                       | IX століття             | 1991                                        | 592  | i, ii, vi   |
| 2 |            | Національний парк Уджунг-Кулон (англ. Ujung Kulon National Park) | Індонезія Провінції Бантен (колишня Західна Ява) та Лампунг                                                                   | —                       | 1991                                        | 608  | vii, x      |
| 3 |            | Національний парк Комодо (англ. Komodo National Park) | Індонезія Провінція Східна Південно-Східна Нуса                                                                               | —                       | 1991                                        | 609  | vii, x      |
| 4 |            | Храмові комплекси Прамбанан (англ. Prambanan Temple Compounds) | Індонезія провінція Центральна Ява                                                                                            | X століття              | 1991                                        | 642  | i, iv       |
| 5 |            | Стоянка первісної людини Сангіран (англ. Sangiran Early Man Site) | Індонезія провінція Центральна Ява                                                                                            | 1,5 мільйона років тому | 1996                                        | 593  | iii, vi     |
| 6 |            | Національний парк Лоренц (англ. Lorentz National Park) | Індонезія Провінція Центральне Папуа (раніше Іріан-Джая)                                                                      | —                       | 1999                                        | 955  | viii, ix, x |
| 7 |            | Заповідні тропічні дощові ліси Суматри (англ. Tropical Rainforest Heritage of Sumatra) | Індонезія Провінції Ачех, Північна Суматра, Джамбі, Західна Суматра, Південна Суматра, Бенгкулу та Лампунг на острові Суматра | —                       | 2004 (з 2011 року знаходиться під загрозою) | 1167 | vii, ix, x  |
| 8 |            | Культурний ландшафт провінції Балі: система субак як прояв філософії Трі Хіта Карана (англ. Cultural Landscape of Bali Province: the Subak System as a Manifestation of the Tri Hita Karana Philosophy) | Індонезія | IX століття             | 2012                                        | 1194 | iii, v, vi  |
| 9 |            | Спадщина розроблення вугільних родовищ Савахлунто в Омбіліні (англ. Ombilin Coal Mining Heritage of Sawahlunto)                                                                                         | Індонезія | XIX століття            | 2019                                        | 1610 | ii, iv      |

## Іран
| №  | Зображення | Назва | Місцеположення                   | Час створення             | Час внесення до списку            | №    | Критерії           |
| -- | ---------- | --- | -------------------------------- | ------------------------- | --------------------------------- | ---- | ------------------ |
| 1  |            | Чога-Занбіль (англ. Tchogha Zanbil)                                                                                  | Іран Хузестан                    | XIII століття до н. е.    | 1979                              | 113  | iii, iv            |
| 2  |            | Парса (англ. Persepolis)                                                                                             | Іран Фарс                        | VI століття до н. е.      | 1979                              | 114  | i, iii, vi         |
| 3  |            | Площа Імама, Ісфаган (англ. Meidan Emam, Esfahan)                                                                    | Іран Ісфаган                     | XVII століття             | 1979                              | 115  | i, v, vi           |
| 4  |            | Тахт-е Солейман (англ. Takht-e Soleyman)                                                                             | Іран Західний Азербайджан        | IV століття               | 2003                              | 1077 | i, ii, iii, iv, vi |
| 5  |            | Пасаргади (англ. Pasargadae)                                                                                         | Іран Остан Фарс                  | VI століття до н. е.      | 2004                              | 1106 | i, ii, iii, iv     |
| 6  |            | Бам та його культурний ландшафт (англ. Bam and its Cultural Landscape)                                               | Іран Остан Керман, шагрестан Бам | VII століття              | 2004 (незначні зміни у 2007 році) | 1208 | ii, iii, iv, v     |
| 7  |            | Солтаніє (англ. Soltaniyeh)                                                                                          | Іран Остан Зенджан               | XIV століття              | 2005                              | 1188 | ii, iii, iv        |
| 8  |            | Бегістунський напис (англ. Bisotun)                                                                                  | Іран Остан Керманшах             | VI століття до н. е.      | 2006                              | 1222 | ii, iii            |
| 9  |            | Вірменські чернечі ансамблі Ірану (англ. Armenian Monastic Ensembles of Iran)                                        | Іран                             | VII століття              | 2008                              | 1262 | ii, iii, vi        |
| 10 |            | Гідравлічна система у Шуштарі (англ. Shushtar Historical Hydraulic System)                                           | Іран                             | III століття              | 2009                              | 1315 | i, ii, v           |
| 11 |            | Ханака та святилища шейха Сафі аль-Дін в Ардебілі (англ. Sheikh Safi al-din Khānegāh and Shrine Ensemble in Ardabil) | Іран                             | XVI століття              | 2010                              | 1345 | i, ii, iv          |
| 12 |            | Історичний комплекс Тебризького базара (англ. Tabriz Historic Bazaar Complex)                                        | Іран                             | XIII століття             | 2010                              | 1346 | ii, iii, iv        |
| 13 |            | Перські сади (англ. The Persian Garden)                                                                              | Іран                             | VI століття до н. е.      | 2011                              | 1372 | i, ii, iii, iv, vi |
| 14 |            | П'ятнична мечеть (Ісфаган) з Ісфагану (англ. Masjed-e Jāmé of Isfahan)                                               | Іран                             | 841                       | 2012                              | 1397 | ii                 |
| 15 |            | Ґонбад-е-Кабус (англ. Gonbad-e Qābus)                                                                                | Іран                             | 1006                      | 2012                              | 1398 | i, ii, iii, iv     |
| 16 |            | Палац Голестан (англ. Golestan Palace)                                                                               | Іран                             | XIX століття              | 2013                              | 1422 | ii, iii, iv        |
| 17 |            | Шахрі-Сухте (англ. Shahr-i Sokhta)                                                                                   | Іран                             | 4-те тисячоліття до н. е. | 2014                              | 1456 | ii, iii, iv        |
| 18 |            | Культурний ландшафт Мейманду (англ. Cultural Landscape of Maymand)                                                   | Іран                             | XV століття               | 2015                              | 1423 | v                  |
| 19 |            | Сузи (англ. Susa) | Іран                             | 5-те тисячоліття до н. е. | 2015                              | 1455 | i, ii, iii, iv     |
| 20 |            | Деште-Лут (англ. Lut Desert)                                                                                         | Іран                             | –                         | 2016                              | 1505 | vii, viii          |
| 21 |            | Перський кяриз (англ. The Persian Qanat)                                                                             | Іран                             | IV століття до н. е.      | 2016                              | 1506 | iii, iv            |
| 22 |            | Історичне місто Єзд (англ. Historic City of Yazd)                                                                    | Іран                             | XI століття               | 2017                              | 1544 | iii, v             |
| 23 |            | Сасанідський археологічний ландшафт регіону Фарс (англ. Sassanid Archaeological Landscape of Fars Region)            | Іран                             | III століття              | 2018                              | 1568 | ii, iii, v         |
| 24 |            | Гірканські ліси (англ. Hyrcanian Forests)                                                                            | Іран                             | —                         | 2019                              | 1584 | ix                 |
| 25 |            | Трансіранська залізниця (англ. Trans-Iranian Railway)                                                                | Іран                             | 1927 — 1938               | 2021                              | 1585 | ii, iv             |
| 26 |            | Культурний ландшафт Хаврамана/Ураманату (англ. Cultural Landscape of Hawraman/Uramanat)                              | Іран                             | 7-ме тисячоліття до н. е. | 2021                              | 1647 | iii, v             |

## Казахстан
| № | Зображення | Назва | Місцеположення                                                            | Час створення             | Час внесення до списку | №    | Критерії       |
| - | ---------- | --- | ------------------------------------------------------------------------- | ------------------------- | ---------------------- | ---- | -------------- |
| 1 |            | Мавзолей Ходжі Ахмеда Ясаві (англ. Mausoleum of Khoja Ahmed Yasawi)                                                            | Казахстан Туркестанська область, місто Туркестан                          | 1389                      | 2003                   | 1103 | i, iii, iv     |
| 2 |            | Петрогліфи археологічного ландшафту Тамгали (англ. Petroglyphs of the Archaeological Landscape of Tanbaly)                     | Казахстан Алматинська область                                             | 2-ге тисячоліття до н. е. | 2004                   | 1145 | iii            |
| 3 |            | Сариарка — степи та озера північного Казахстану (англ. Saryarka – Steppe and Lakes of Northern Kazakhstan)                     | Казахстан                                                                 | —                         | 2008                   | 1102 | ix, x          |
| 4 |            | Шовкові шляхи: мережа маршрутів коридору Чанань—Тянь-Шань (англ. Silk Roads: the Routes Network of Chang'an-Tianshan Corridor) | Казахстан (спільно з Киргизстаном та Китайською Народною Республікою )    | II століття до н. е.      | 2014                   | 1442 | ii, iii, v, vi |
| 5 |            | Західний Тянь-Шань (англ. Western Tien-Shan)                                                                                   | Казахстан Баялдир, Байдібек-Ата (спільно з Киргизстаном та Узбекистаном ) | —                         | 2016                   | 1490 | x              |

## Камбоджа
| № | Зображення | Назва | Місцеположення              | Час створення | Час внесення до списку                                 | №    | Критерії       |
| - | ---------- | --- | --------------------------- | ------------- | ------------------------------------------------------ | ---- | -------------- |
| 1 |            | Ангкор (англ. Angkor) | Камбоджа Провінція Сіємреап | IX століття   | 1992 (з 1992 року по 2004 рік знаходився під загрозою) | 668  | i, ii, iii, iv |
| 2 |            | Храм Преахвіхеа (англ. Temple of Preah Vihear) | Камбоджа                    | XI століття   | 2008                                                   | 1224 | i              |
| 3 |            | Храмова зона Самбора Прей Кук, археологічна пам'ятка стародавньої Ішанапури (англ. Temple Zone of Sambor Prei Kuk, Archaeological Site of Ancient Ishanapura) | Камбоджа                    | VI століття   | 2017                                                   | 1532 | ii, iii, vi    |

## Киргизстан
| № | Зображення | Назва | Місцеположення                                                         | Час створення             | Час внесення до списку | №    | Критерії       |
| - | ---------- | --- | ---------------------------------------------------------------------- | ------------------------- | ---------------------- | ---- | -------------- |
| 1 |            | Священна гора Сулайман-Тоо (англ. Sulaiman-Too Sacred Mountain)                                                                | Киргизстан                                                             | 2-ге тисячоліття до н. е. | 2009                   | 1230 | iii, vi        |
| 2 |            | Шовкові шляхи: мережа маршрутів коридору Чанань—Тянь-Шань (англ. Silk Roads: the Routes Network of Chang'an-Tianshan Corridor) | Киргизстан (спільно з Казахстаном та Китайською Народною Республікою ) | II століття до н. е.      | 2014                   | 1442 | ii, iii, v, vi |
| 3 |            | Західний Тянь-Шань (англ. Western Tien-Shan)                                                                                   | Киргизстан (спільно з Казахстаном та Узбекистаном )                    | —                         | 2016                   | 1490 | x              |

## КНР
| №  | Зображення | Назва | Місцеположення | Час створення                      | Час внесення до списку                | №    | Критерії                   |
| -- | ---------- | --- | --- | ---------------------------------- | ------------------------------------- | ---- | -------------------------- |
| 1  |            | Гора Тайшань (англ. Mount Taishan) | КНР Шаньдун | 2-ге тисячоліття до н. е.          | 1987                                  | 437  | i, ii, iii, iv, v, vi, vii |
| 2  |            | Великий китайський мур (англ. The Great Wall) | КНР Ляонін, Цзілінь, Хебей, Пекін, Тяньцзінь, Шаньсі, Внутрішня Монголія, Шеньсі, Нінся-Хуейський автономний район, Ганьсу, Сіньцзян-Уйгурський автономний район, Шаньдун, Хенань, Хубей, Хунань, Сичуань і Цинхай | III століття до н. е.              | 1987                                  | 438  | i, ii, iii, iv, vi         |
| 3  |            | Палаци імператорів династій Мін і Цін у Пекіні та Шеньяні (англ. Imperial Palaces of the Ming and Qing Dynasties in Beijing and Shenyang)                                                     | КНР Пекін і Ляонін | XV століття                        | 1987                                  | 439  | i, ii, iii, iv             |
| 4  |            | Печери Моґао (англ. Mogao Caves) | КНР Ганьсу | IV століття                        | 1987                                  | 440  | i, ii, iii, iv, v, vi      |
| 5  |            | Гробниця першого імператора династії Цінь (англ. Mausoleum of the First Qin Emperor) | КНР Шеньсі | III століття до н. е.              | 1987                                  | 441  | i, iii, iv, vi             |
| 6  |            | Стоянка cинантропа в Чжоукоудяні (англ. Peking Man Site at Zhoukoudian) | КНР Пекін | 700 000—200 000 років до нашої ери | 1987                                  | 449  | iii, vi                    |
| 7  |            | Гора Хуаншань (англ. Mount Huangshan) | КНР Аньхой | VIII століття                      | 1990 (незначні зміни у 2012 році)     | 547  | ii, vii, x                 |
| 8  |            | Пейзажна пам'ятна зона Цзючжайгоу (англ. Jiuzhaigou Valley Scenic and Historic Interest Area)                                                                                                 | КНР Сичуань | —                                  | 1992                                  | 637  | vii                        |
| 9  |            | Пейзажна пам'ятна зона Хуанлун (англ. Huanglong Scenic and Historic Interest Area) | КНР Сичуань | —                                  | 1992                                  | 638  | vii                        |
| 10 |            | Пейзажна пам'ятна зона Улін'юань (англ. Wulingyuan Scenic and Historic Interest Area) | КНР Хунань | —                                  | 1992                                  | 640  | vii                        |
| 11 |            | Гірський притулок від літньої спеки й храми, що оточують його, у Ченде (англ. Mountain Resort and its Outlying Temples, Chengde)                                                              | КНР Хебей | XVIII століття                     | 1994                                  | 703  | ii, iv                     |
| 12 |            | Храм і гробниця Конфуція та маєток родини Кун у місті Цюйфу (англ. Temple and Cemetery of Confucius and the Kong Family Mansion in Qufu)                                                      | КНР Шаньдун | XVI століття                       | 1994                                  | 704  | i, iv, vi                  |
| 13 |            | Комплекс стародавніх будівель у горах Уданшань (англ. Ancient Building Complex in the Wudang Mountains)                                                                                       | КНР Хубей | XIV століття                       | 1994                                  | 705  | i, ii, vi                  |
| 14 |            | Історичний ансамбль палацу Потала в місті Лхаса (англ. Historic Ensemble of the Potala Palace, Lhasa)                                                                                         | КНР Тибетський автономний район | VII століття                       | 1994 (розширено у 2000, 2001 роках)   | 707  | i, iv, vi                  |
| 15 |            | Національний парк Лушань (англ. Lushan National Park) | КНР Цзянсі | IV століття                        | 1996                                  | 778  | ii, iii, iv, vi            |
| 16 |            | Гора Емейшань та статуя Будди в Лешані (англ. Mount Emei Scenic Area, including Leshan Giant Buddha Scenic Area)                                                                              | КНР Сичуань | VIII століття                      | 1996                                  | 779  | iv, vi, x                  |
| 17 |            | Давнє місто Ліцзян (англ. Old Town of Lijiang) | КНР Юньнань | XIII століття                      | 1997 (незначні зміни у 2012 році)     | 811  | ii, iv, v                  |
| 18 |            | Стародавнє місто Пін'яо (англ. Ancient City of Ping Yao) | КНР Шаньсі | XIV століття                       | 1997                                  | 812  | ii, iii, iv                |
| 19 |            | Класичні китайські сади Сучжоу (англ. Classical Gardens of Suzhou) | КНР Цзянсу | XVI століття                       | 1997 (розширено у 2000 році)          | 813  | i, ii, iii, iv, v          |
| 20 |            | Літній палац та імператорський парк у Пекіні (англ. Summer Palace, an Imperial Garden in Beijing)                                                                                             | КНР Пекін | XVIII століття                     | 1998                                  | 880  | i, ii, iii                 |
| 21 |            | Храм Неба: імператорський жертовний вівтар у Пекіні (англ. Temple of Heaven: an Imperial Sacrificial Altar in Beijing)                                                                        | КНР Пекін | XV століття                        | 1998                                  | 881  | i, ii, iii                 |
| 22 |            | Гори Уїшань (англ. Mount Wuyi) | КНР Фуцзянь | I століття до н. е.                | 1999 (незначні зміни у 2017 році)     | 911  | iii, vi, vii, x            |
| 23 |            | Наскельні рельєфи в Дацзу (англ. Dazu Rock Carvings) | КНР Чунцін | VII століття                       | 1999                                  | 912  | i, ii, iii                 |
| 24 |            | Гора Цінченшань і стародавня зрошувальна система Дуцзян'янь (англ. Mount Qingcheng and the Dujiangyan Irrigation System)                                                                      | КНР Сичуань | III століття до н. е.              | 2000                                  | 1001 | ii, iv, vi                 |
| 25 |            | Старовинні села Сіді та Хунцунь на півдні провінції Аньхой (англ. Ancient Villages in Southern Anhui – Xidi and Hongcun)                                                                      | КНР Аньхой | XV століття                        | 2000                                  | 1002 | iii, iv, v                 |
| 26 |            | Печерні храми Лунмень (англ. Longmen Grottoes) | КНР Хенань | V століття                         | 2000                                  | 1003 | i, ii, iii                 |
| 27 |            | Гробниці імператорів династій Мін і Цін (англ. Imperial Tombs of the Ming and Qing Dynasties)                                                                                                 | КНР Нанкін, Цзянсу та Пекін | XV століття                        | 2000 (розширено у 2003 та 2004 роках) | 1004 | i, ii, iii, iv, vi         |
| 28 |            | Печерні храми Юньґан (англ. Yungang Grottoes) | КНР Шаньсі | V століття                         | 2001                                  | 1039 | i, ii, iii, iv             |
| 29 |            | Національний парк «Три паралельні річки», провінція Юньнань (англ. Three Parallel Rivers of Yunnan Protected Areas)                                                                           | КНР Юньнань | —                                  | 2003 (незначні зміни у 2010 році)     | 1083 | vii, viii, ix, x           |
| 30 |            | Столичні міста і гробниці стародавнього царства Когурьо (англ. Capital Cities and Tombs of the Ancient Koguryo Kingdom)                                                                       | КНР Цзілінь | I століття до н. е.                | 2004                                  | 1135 | i, ii, iii, iv, v          |
| 31 |            | Історичний центр міста Макао (англ. Historic Centre of Macao) | КНР Макао | XVI століття                       | 2005                                  | 1110 | ii, iii, iv, vi            |
| 32 |            | Їньсюй (англ. Yin Xu) | КНР Хенань | 2-ге тисячоліття до н. е.          | 2006                                  | 1114 | ii, iii, iv, vi            |
| 33 |            | Резервати великої панди в провінції Сичуань — Волун, гори Сигунян та Цзяцзінь (англ. Sichuan Giant Panda Sanctuaries - Wolong, Mt Siguniang and Jiajin Mountains)                             | КНР Сичуань | —                                  | 2006                                  | 1213 | x                          |
| 34 |            | Дяолоу і села Кайпіна (англ. Kaiping Diaolou and Villages) | КНР Гуандун | XX століття                        | 2007                                  | 1112 | ii, iii, iv                |
| 35 |            | Південно-Китайський карст (англ. South China Karst) | КНР Юньнань, Ґуйчжоу, Чунцін і Гуансі-Чжуанський автономний район | —                                  | 2007 (розширено у 2014 році)          | 1248 | vii, viii                  |
| 36 |            | Тулоу провінції Фуцзянь (англ. Fujian Tulou) | КНР Фуцзянь | XV століття                        | 2008                                  | 1113 | iii, iv, v                 |
| 37 |            | Національний парк гори Саньціншань (англ. Mount Sanqingshan National Park) | КНР Цзянсі | —                                  | 2008                                  | 1292 | vii                        |
| 38 |            | Гора Утайшань (англ. Mount Wutai) | КНР Шаньсі | VIII століття                      | 2009                                  | 1279 | ii, iii, iv, vi            |
| 39 |            | Історичні пам'ятники Денфен у «Центрі Неба і Землі» (англ. Historic Monuments of Dengfeng in “The Centre of Heaven and Earth”)                                                                | КНР Хенань | II століття                        | 2010                                  | 1305 | iii, vi                    |
| 40 |            | Данься, Китай (англ. China Danxia) | КНР Хунань, Гуандун, Фуцзянь, Цзянсі, Чжецзян і Ґуйчжоу | —                                  | 2010                                  | 1335 | vii, viii                  |
| 41 |            | Культурний ландшафт Сіху в Ханчжоу (англ. West Lake Cultural Landscape of Hangzhou) | КНР Чжецзян | IX століття                        | 2011                                  | 1334 | ii, iii, vi                |
| 42 |            | Палеонтологічний заповідник Ченцзян (англ. Chengjiang Fossil Site) | КНР Юньнань | —                                  | 2012                                  | 1388 | viii                       |
| 43 |            | Ділянка Шанду (англ. Site of Xanadu) | КНР Внутрішня Монголія | 1256                               | 2012                                  | 1389 | ii, iii, iv, vi            |
| 44 |            | Культурний ландшафт рисових терас Хунхе-Хані (англ. Cultural Landscape of Honghe Hani Rice Terraces)                                                                                          | КНР Юньнань | VIII століття                      | 2013                                  | 1111 | iii, v                     |
| 45 |            | Сіньцзян — Тянь-Шань (англ. Xinjiang Tianshan) | КНР Сіньцзян-Уйгурський автономний район | —                                  | 2013                                  | 1414 | vii, ix                    |
| 46 |            | Шовкові шляхи: мережа маршрутів коридору Чанань—Тянь-Шань (англ. Silk Roads: the Routes Network of Chang'an-Tianshan Corridor)                                                                | КНР Хенань, Шеньсі, Ганьсу і Сіньцзян-Уйгурський автономний район (спільно з Казахстаном та Киргизстаном ) | II століття до н. е.               | 2014                                  | 1442 | ii, iii, v, vi             |
| 47 |            | Великий китайський канал (англ. The Grand Canal) | КНР Пекін, Тяньцзінь, Хебей, Шаньдун, Цзянсу, Чжецзян, Аньхой і Хенань | VII століття                       | 2014 (незначні зміни у 2016 році)     | 1443 | i, iii, iv, vi             |
| 48 |            | Пам'ятки Ту-Цзу (англ. Tusi Sites) | КНР Хунань, Хубей і Ґуйчжоу | XIII століття                      | 2015                                  | 1474 | ii, iii                    |
| 49 |            | Ландшафт наскельного мистецтва Цзицзянь Хуашань (англ. Zuojiang Huashan Rock Art Cultural Landscape)                                                                                          | КНР Гуансі-Чжуанський автономний район | V століття до н. е.                | 2016                                  | 1508 | iii, vi                    |
| 50 |            | Шеньнунцзя в провінції Хубей (англ. Hubei Shennongjia) | КНР Хубей | —                                  | 2016 (незначні зміни у 2021 році)     | 1509 | ix, x                      |
| 51 |            | Цинхай Кукушилі (англ. Qinghai Hoh Xil) | КНР Цинхай | —                                  | 2017                                  | 1540 | vii, x                     |
| 52 |            | Кулансу, історичне міжнародне поселення (англ. Kulangsu, a Historic International Settlement)                                                                                                 | КНР Фуцзянь | XIX століття                       | 2017                                  | 1541 | ii, iv                     |
| 53 |            | Фанцзіншань (англ. Fanjingshan) | КНР Ґуйчжоу | —                                  | 2018                                  | 1559 | x                          |
| 54 |            | Руїни стародавнього міста Лянчжу (англ. Archaeological Ruins of Liangzhu City) | КНР Чжецзян | 4-те тисячоліття до н. е.          | 2019                                  | 1592 | iii, iv                    |
| 55 |            | Притулки для перелітних птахів уздовж китайського узбережжя Жовтого моря та Бохайваню (Фаза I) (англ. Migratory Bird Sanctuaries along the Coast of Yellow Sea-Bohai Gulf of China (Phase I)) | КНР Цзянсу | —                                  | 2019                                  | 1606 | x                          |
| 56 |            | Цюаньчжоу: світовий центр торгівлі в Китаї епохи династій Сун-Юань (англ. Quanzhou: Emporium of the World in Song-Yuan China)                                                                 | КНР Фуцзянь | X століття                         | 2021                                  | 1561 | iv                         |

## Кірибаті
| № | Зображення | Назва                                                                      | Місцеположення | Час створення | Час внесення до списку | №    | Критерії |
| - | ---------- | -------------------------------------------------------------------------- | -------------- | ------------- | ---------------------- | ---- | -------- |
| 1 |            | Заповідна територія островів Фенікс (англ. Phoenix Islands Protected Area) | Кірибаті       | —             | 2010                   | 1325 | vii, ix  |

## Лаос
| № | Зображення | Назва | Місцеположення              | Час створення       | Час внесення до списку            | №    | Критерії    |
| - | ---------- | --- | --------------------------- | ------------------- | --------------------------------- | ---- | ----------- |
| 1 |            | Місто Луанґпхабанґ (англ. Town of Luang Prabang) | Лаос Провінція Луанґпхабанґ | XX століття         | 1995 (незначні зміни у 2013 році) | 479  | ii, iv, v   |
| 2 |            | Культурний ландшафт Тямпасак із храмовим комплексом Ват-Пху та навколишніми стародавніми поселеннями (англ. Vat Phou and Associated Ancient Settlements within the Champasak Cultural Landscape) | Лаос Провінція Тямпасак     | XI століття         | 2001                              | 481  | iii, iv, vi |
| 3 |            | Мегалітичні глечики в Сіангкхуанзі: Долина глеків (англ. Megalithic Jar Sites in Xiengkhuang – Plain of Jars)                                                                                    | Лаос                        | V століття до н. е. | 2019                              | 1587 | iii         |

## Малайзія
| № | Зображення | Назва | Місцеположення                                | Час створення              | Час внесення до списку            | №    | Критерії         |
| - | ---------- | --- | --------------------------------------------- | -------------------------- | --------------------------------- | ---- | ---------------- |
| 1 |            | Національний парк Кінабалу (англ. Kinabalu Park)                                                                                                 | Малайзія Штат Сабах                           | —                          | 2000                              | 1012 | ix, x            |
| 2 |            | Національний парк Гунунг-Мулу (англ. Gunung Mulu National Park)                                                                                  | Малайзія північний Саравак, острів Калімантан | —                          | 2000                              | 1013 | vii, viii, ix, x |
| 3 |            | Стародавні міста на берегах Малаккської протоки — Малакка і Джорджтаун (англ. Melaka and George Town, Historic Cities of the Straits of Malacca) | Малайзія                                      | XVI століття               | 2008 (незначні зміни у 2011 році) | 1223 | ii, iii, iv      |
| 4 |            | Археологічна спадщина долини Ленггун (англ. Archaeological Heritage of the Lenggong Valley)                                                      | Малайзія                                      | 200 000-100 000 років тому | 2012                              | 1396 | iii, iv          |

## Маршаллові Острови
| № | Зображення | Назва                                                                  | Місцеположення     | Час створення | Час внесення до списку | №    | Критерії |
| - | ---------- | ---------------------------------------------------------------------- | ------------------ | ------------- | ---------------------- | ---- | -------- |
| 1 |            | Ядерний полігон на атолі Бікіні (англ. Bikini Atoll Nuclear Test Site) | Маршаллові Острови | 1946 – 1958   | 2010                   | 1339 | iv, vi   |

## Монголія
| № | Зображення | Назва | Місцеположення                                           | Час створення     | Час внесення до списку | №    | Критерії    |
| - | ---------- | --- | -------------------------------------------------------- | ----------------- | ---------------------- | ---- | ----------- |
| 1 |            | Басейн Убсу-Нур (англ. Uvs Nuur Basin)                                                                                       | Монголія Аймаки Увс, Завхан, Хувсгел (спільно з Росією ) | —                 | 2003                   | 769  | ix, x       |
| 2 |            | Культурний ландшафт долини річки Орхон (англ. Orkhon Valley Cultural Landscape)                                              | Монголія Аймаки Архангай та Уверхангай                   | VIII століття     | 2004                   | 1081 | ii, iii, iv |
| 3 |            | Петрогліфи монгольського Алтаю (англ. Petroglyphic Complexes of the Mongolian Altai)                                         | Монголія Баян-Улгий                                      | Пізній плейстоцен | 2011                   | 1382 | iii         |
| 4 |            | Велика священна гора Бурхан-Халдун та її околиці (англ. Great Burkhan Khaldun Mountain and its surrounding sacred landscape) | Монголія Хентій                                          | XII століття      | 2015                   | 1440 | iv, vi      |
| 5 |            | Пейзажі Забайкалля (англ. Landscapes of Dauria)                                                                              | Монголія Дорнод (спільно з Росією )                      | —                 | 2017                   | 1448 | ix, x       |

## М'янма
| № | Зображення | Назва                                           | Місцеположення              | Час створення        | Час внесення до списку | №    | Критерії    |
| - | ---------- | ----------------------------------------------- | --------------------------- | -------------------- | ---------------------- | ---- | ----------- |
| 1 |            | Стародавні міста П'ю (англ. Pyu Ancient Cities) | М'янма Сікайн, Магуе й Баго | II століття до н. е. | 2014                   | 1444 | ii, iii, iv |
| 2 |            | Паган (англ. Bagan)                             | М'янма Мандалай             | XI століття          | 2019                   | 1588 | ііі, iv, vi |

## Непал
| № | Зображення | Назва                                                                              | Місцеположення                                    | Час створення         | Час внесення до списку                                                              | №   | Критерії    |
| - | ---------- | ---------------------------------------------------------------------------------- | ------------------------------------------------- | --------------------- | ----------------------------------------------------------------------------------- | --- | ----------- |
| 1 |            | Національний парк Саґарматга (англ. Sagarmatha National Park)                      | Непал Коші                                        | —                     | 1979                                                                                | 120 | vii         |
| 2 |            | Долина Катманду (англ. Kathmandu Valley)                                           | Непал Багматі                                     | XIV століття          | 1979 (незначні зміни у 2006 році) (з 2003 року по 2007 рік знаходився під загрозою) | 121 | iii, iv, vi |
| 3 |            | Національний парк Чітван (англ. Chitwan National Park)                             | Непал Провинції Багматі, Лумбіні, Ґандакі, Мадхеш | —                     | 1984                                                                                | 284 | vii, ix, x  |
| 4 |            | Лумбіні, місце народження Будди (англ. Lumbini, the Birthplace of the Lord Buddha) | Непал Лумбіні                                     | III століття до н. е. | 1997                                                                                | 666 | iii, vi     |

## Нова Зеландія
| № | Зображення | Назва                                                                                           | Місцеположення                                                | Час створення | Час внесення до списку       | №   | Критерії         |
| - | ---------- | ----------------------------------------------------------------------------------------------- | ------------------------------------------------------------- | ------------- | ---------------------------- | --- | ---------------- |
| 1 |            | Національний парк Тонгаріро (англ. Tongariro National Park)                                     | Нова Зеландія Манавату-Вангануї                               | VII століття  | 1990 (розширено в 1993 році) | 421 | vi, vii, viii    |
| 2 |            | Те-Вахіпоунаму — південний захід Нової Зеландії (англ. Te Wahipounamu – South West New Zealand) | Нова Зеландія Регіони Кентербері, Саутленд, Отаго й Вест-Кост | —             | 1990                         | 551 | vii, viii, ix, x |
| 3 |            | Субантарктичні острови Нової Зеландії (англ. New Zealand Sub-Antarctic Islands)                 | Нова Зеландія Зона за межами територіальної юрисдикції        | —             | 1998                         | 877 | ix, x            |

## Пакистан
| № | Зображення | Назва | Місцеположення            | Час створення             | Час внесення до списку                                 | №   | Критерії   |
| - | ---------- | --- | ------------------------- | ------------------------- | ------------------------------------------------------ | --- | ---------- |
| 1 |            | Археологічні пам'ятки Мохенджо-Даро (англ. Archaeological Ruins at Moenjodaro)                                                                      | Пакистан Сінд             | 3-тє тисячоліття до н. е. | 1980                                                   | 138 | ii, iii    |
| 2 |            | Таксила (англ. Taxila) | Пакистан Пенджаб          | I століття                | 1980                                                   | 139 | iii, vi    |
| 3 |            | Руїни буддійського монастиря Тахт-і-Бахі та міста Сахрі Балол (англ. Buddhist Ruins of Takht-i-Bahi and Neighbouring City Remains at Sahr-i-Bahlol) | Пакистан Хайбер-Пахтунхва | I століття до н. е.       | 1980                                                   | 140 | iv         |
| 4 |            | Історичні пам'ятки в Маклі, Тхатта (англ. Historical Monuments at Makli, Thatta)                                                                    | Пакистан Сінд             | XIV століття              | 1981                                                   | 143 | iii        |
| 5 |            | Форт і сади Шалімара у місті Лахор (англ. Fort and Shalamar Gardens in Lahore)                                                                      | Пакистан Пенджаб          | XVII століття             | 1981 (з 2000 року по 2012 рік знаходився під загрозою) | 171 | i, ii, iii |
| 6 |            | Форт Рохтас (англ. Rohtas Fort) | Пакистан Пенджаб          | XVI століття              | 1997                                                   | 586 | ii, iv     |

## Палау
| № | Зображення | Назва                                                                   | Місцеположення | Час створення             | Час внесення до списку | №    | Критерії           |
| - | ---------- | ----------------------------------------------------------------------- | -------------- | ------------------------- | ---------------------- | ---- | ------------------ |
| 1 |            | Південна лагуна Скелястих островів (англ. Rock Islands Southern Lagoon) | Палау Корор    | 2-ге тисячоліття до н. е. | 2012                   | 1386 | iii, v, vii, ix, x |

## Папуа Нова Гвінея
| № | Зображення | Назва                                                                      | Місцеположення                      | Час створення             | Час внесення до списку | №   | Критерії |
| - | ---------- | -------------------------------------------------------------------------- | ----------------------------------- | ------------------------- | ---------------------- | --- | -------- |
| 1 |            | Стародавнє землеробське поселення Кука (англ. Kuk Early Agricultural Site) | Папуа Нова Гвінея Західний Гайлендс | 5-те тисячоліття до н. е. | 2008                   | 887 | iii, iv  |

## Південна Корея
| №  | Зображення | Назва | Місцеположення | Час створення         | Час внесення до списку            | №    | Критерії    |
| -- | ---------- | --- | --- | --------------------- | --------------------------------- | ---- | ----------- |
| 1  |            | Грот Соккурам і храм Пульгукса (англ. Seokguram Grotto and Bulguksa Temple)                                                                                          | Південна Корея Північна Кьонсан                                                                                        | VIII століття         | 1995                              | 736  | i, iv       |
| 2  |            | Храм Хеїнса Чангьонг Панчжон, сховище ксилографій Трипітаки Кореани (англ. Haeinsa Temple Janggyeong Panjeon, the Depositories for the Tripitaka Koreana Woodblocks) | Південна Корея Південна Кьонсан                                                                                        | XV століття           | 1995                              | 737  | iv, vi      |
| 3  |            | Храм Чонмьо (англ. Jongmyo Shrine) | Південна Корея Сеул | XIV століття          | 1995                              | 738  | iv          |
| 4  |            | Палацовий комплекс Чхандоккун (англ. Changdeokgung Palace Complex)                                                                                                   | Південна Корея Сеул | XV століття           | 1997                              | 816  | ii, iii, iv |
| 5  |            | Фортеця Хвасон (англ. Hwaseong Fortress) | Південна Корея Кьонгі                                                                                                  | XVIII століття        | 1997                              | 817  | ii, iii     |
| 6  |            | Історичні райони Кьонджу (англ. Gyeongju Historic Areas) | Південна Корея Північна Кьонсан                                                                                        | VII століття          | 2000                              | 976  | ii, iii     |
| 7  |            | Дольмени Гочанг, Хвасун та Канхва (англ. Gochang, Hwasun and Ganghwa Dolmen Sites)                                                                                   | Південна Корея Провінції Північна Чолла, Південна Чолла та Інчхон                                                      | VII століття до н. е. | 2000                              | 977  | iii         |
| 8  |            | Вулканічний острів Чеджу та лавові тунелі (англ. Jeju Volcanic Island and Lava Tubes)                                                                                | Південна Корея Чеджу                                                                                                   | —                     | 2007 (незначні зміни у 2018 році) | 1264 | vii, viii   |
| 9  |            | Гробниці правителів династії Чосон (англ. Royal Tombs of the Joseon Dynasty)                                                                                         | Південна Корея Провінції Кьонгі, Канвон і Сеул                                                                         | XV століття           | 2009 (незначні зміни у 2013 році) | 1319 | iii, iv, vi |
| 10 |            | Історичні села Кореї: Хахве та Яндун (англ. Historic Villages of Korea: Hahoe and Yangdong)                                                                          | Південна Корея Північна Кьонсан                                                                                        | XIV століття          | 2010                              | 1324 | iii, iv     |
| 11 |            | Намхансансон (англ. Namhansanseong) | Південна Корея Кьонгі                                                                                                  | XVII століття         | 2014                              | 1439 | ii, iv      |
| 12 |            | Історичні пам'ятки та об'єкти Пекче (англ. Baekje Historic Areas) | Південна Корея Провінції Південна Чхунчхон та Північна Чолла                                                           | V століття            | 2015                              | 1477 | ii, iii     |
| 13 |            | Санса, буддійські гірські монастирі в Кореї (англ. Sansa, Buddhist Mountain Monasteries in Korea)                                                                    | Південна Корея Провінції Північна Кьонсан, Південна Кьонсан, Північна Чхунчхон, Південна Чолла та Південна Чхунчхон    | VII століття          | 2018                              | 1562 | iii         |
| 14 |            | Севон, корейські неоконфуціанські академії (англ. Seowon, Korean Neo-Confucian Academies)                                                                            | Південна Корея Провінції Північна Кьонсан, Південна Кьонсан, Південна Чолла, Північна Чолла, Південна Чхунчхон та Тегу | XVI століття          | 2019                              | 1498 | iii         |
| 15 |            | Гетбол, корейські вати (англ. Getbol, Korean Tidal Flats) | Південна Корея Провінції Південна Чхунчхон, Південна Чолла та Північна Чолла                                           | —                     | 2021                              | 1591 | x           |

## Північна Корея
| № | Зображення | Назва                                                                                | Місцеположення                  | Час створення | Час внесення до списку | №    | Критерії       |
| - | ---------- | ------------------------------------------------------------------------------------ | ------------------------------- | ------------- | ---------------------- | ---- | -------------- |
| 1 |            | Комплекс гробниць Когурьо (англ. Complex of Koguryo Tombs)                           | Північна Корея Пхеньян і Нампхо | V століття    | 2004                   | 1091 | i, ii, iii, iv |
| 2 |            | Історичні пам'ятки та місця в Кесоні (англ. Historic Monuments and Sites in Kaesong) | Північна Корея Кесон            | X століття    | 2013                   | 1278 | ii, iii        |

## Сінгапур
| № | Зображення | Назва                                                          | Місцеположення              | Час створення | Час внесення до списку | №    | Критерії |
| - | ---------- | -------------------------------------------------------------- | --------------------------- | ------------- | ---------------------- | ---- | -------- |
| 1 |            | Сінгапурський ботанічний сад (англ. Singapore Botanic Gardens) | Сінгапур Центральний регіон | 1822          | 2015                   | 1483 | ii, iv   |

## Соломонові Острови
| № | Зображення | Назва                                | Місцеположення                                 | Час створення | Час внесення до списку                      | №   | Критерії |
| - | ---------- | ------------------------------------ | ---------------------------------------------- | ------------- | ------------------------------------------- | --- | -------- |
| 1 |            | Східний Реннелл (англ. East Rennell) | Соломонові Острови провінція Реннелл і Беллона | —             | 1998 (з 2013 року знаходиться під загрозою) | 854 | ix       |

## Таджикистан
| № | Зображення | Назва                                                                                            | Місцеположення                                   | Час створення             | Час внесення до списку | №    | Критерії  |
| - | ---------- | ------------------------------------------------------------------------------------------------ | ------------------------------------------------ | ------------------------- | ---------------------- | ---- | --------- |
| 1 |            | Протоміське поселення Саразма (англ. Proto-urban Site of Sarazm)                                 | Таджикистан Согдійська область                   | 3-тє тисячоліття до н. е. | 2010                   | 1141 | ii, iii   |
| 2 |            | Таджицький національний парк (гори Паміру) (англ. Tajik National Park (Mountains of the Pamirs)) | Таджикистан Горно-Бадахшанська автономна область | —                         | 2013                   | 1252 | vii, viii |

## Таїланд
| № | Зображення | Назва | Місцеположення                                                                           | Час створення             | Час внесення до списку | №    | Критерії   |
| - | ---------- | --- | ---------------------------------------------------------------------------------------- | ------------------------- | ---------------------- | ---- | ---------- |
| 1 |            | Історичне місто Сукхотхай та пов'язані з ним історичні міста (англ. Historic Town of Sukhothai and Associated Historic Towns) | Таїланд Провінції Сукхотхай та Кампхенгпхет                                              | XIII століття             | 1991                   | 574  | i, iii     |
| 2 |            | Історичне місто Аюттхая (англ. Historic City of Ayutthaya)                                                                    | Таїланд Провінція Аюттхая                                                                | XIV століття              | 1991                   | 576  | iii        |
| 3 |            | Заповідники дикої природи Тхунгьян-Хуайкхакхенг (англ. Thungyai-Huai Kha Khaeng Wildlife Sanctuaries)                         | Таїланд Провінції Канчанабурі, Так і Утайтхані                                           | —                         | 1991                   | 591  | vii, ix, x |
| 4 |            | Археологічна пам'ятка Банчіанг (англ. Ban Chiang Archaeological Site)                                                         | Таїланд Провінція Удонтхані                                                              | 3-тє тисячоліття до н. е. | 1992                   | 575  | iii        |
| 5 |            | Лісовий комплекс Донгпхаяйєн — Кхао Яй (англ. Dong Phayayen-Khao Yai Forest Complex)                                          | Таїланд Провінції Сарабурі, Накхон Найок, Накхонратчасіма, Прачінбурі, Сракау та Бурірам | —                         | 2005                   | 590  | x          |
| 6 |            | Лісовий комплекс Каенг Крачан (англ. Kaeng Krachan Forest Complex)                                                            | Таїланд Провінції Ратчабурі, Пхетчабурі та Прачуапкхірікхан                              | —                         | 2021                   | 1461 | x          |

## Туркменістан
| № | Зображення | Назва | Місцеположення                  | Час створення         | Час внесення до списку | №    | Критерії |
| - | ---------- | --- | ------------------------------- | --------------------- | ---------------------- | ---- | -------- |
| 1 |            | Державний історико-культурний заповідник "Стародавній Мерв" (англ. State Historical and Cultural Park “Ancient Merv”) | Туркменістан Марийський велаят  | V століття до н. е.   | 1999                   | 886  | ii, iii  |
| 2 |            | Кенеургенч (англ. Kunya-Urgench)                                                                                      | Туркменістан Дашогузький велаят | XI століття           | 2005                   | 1199 | ii, iii  |
| 3 |            | Парфянські фортеці Ніси (англ. Parthian Fortresses of Nisa)                                                           | Туркменістан Ахалський велаят   | III століття до н. е. | 2007                   | 1242 | ii, iii  |

## Узбекистан
| № | Зображення | Назва                                                                    | Місцеположення                                                          | Час створення  | Час внесення до списку                      | №    | Критерії   |
| - | ---------- | ------------------------------------------------------------------------ | ----------------------------------------------------------------------- | -------------- | ------------------------------------------- | ---- | ---------- |
| 1 |            | Ічан-Кала (англ. Itchan Kala)                                            | Узбекистан Хорезмська область                                           | XVIII століття | 1990                                        | 543  | iii, iv, v |
| 2 |            | Історичний центр Бухари (англ. Historic Centre of Bukhara)               | Узбекистан Бухарська область                                            | XVI століття   | 1993 (незначні зміни у 2016 році)           | 602  | ii, iv, vi |
| 3 |            | Історичний центр Шахрисабза (англ. Historic Centre of Shakhrisyabz)      | Узбекистан Кашкадар'їнська область                                      | XIV століття   | 2000 (з 2016 року знаходиться під загрозою) | 885  | iii, iv    |
| 4 |            | Самарканд — перехрестя культур (англ. Samarkand – Crossroad of Cultures) | Узбекистан Самаркандська область                                        | XIII століття  | 2001                                        | 603  | i, ii, iv  |
| 5 |            | Західний Тянь-Шань (англ. Western Tien-Shan)                             | Узбекистан Ташкентська область (спільно з Казахстаном та Киргизстаном ) | —              | 2016                                        | 1490 | x          |

## Федеративні Штати Мікронезії
| № | Зображення | Назва | Місцеположення                      | Час створення | Час внесення до списку                      | №    | Критерії       |
| - | ---------- | --- | ----------------------------------- | ------------- | ------------------------------------------- | ---- | -------------- |
| 1 |            | Нан-Мадол: Церемоніальний центр Східної Мікронезії (англ. Nan Madol: Ceremonial Centre of Eastern Micronesia) | Федеративні Штати Мікронезії Понпеї | XIII століття | 2016 (з 2016 року знаходиться під загрозою) | 1503 | i, iii, iv, vi |

## Фіджі
| № | Зображення | Назва                                                              | Місцеположення      | Час створення | Час внесення до списку | №    | Критерії |
| - | ---------- | ------------------------------------------------------------------ | ------------------- | ------------- | ---------------------- | ---- | -------- |
| 1 |            | Історичне портове місто Левука (англ. Levuka Historical Port Town) | Фіджі Східний округ | XIX століття  | 2013                   | 1399 | ii, iv   |

## Філіппіни
| № | Зображення | Назва | Місцеположення                                                    | Час створення  | Час внесення до списку                                 | №    | Критерії   |
| - | ---------- | --- | ----------------------------------------------------------------- | -------------- | ------------------------------------------------------ | ---- | ---------- |
| 1 |            | Природний парк "Риф Туббатаха" (англ. Tubbataha Reefs Natural Park)                                        | Філіппіни Мімаропа                                                | —              | 1993 (розширено у 2009 році)                           | 653  | vii, ix, x |
| 2 |            | Барокові церкви Філіппін (англ. Baroque Churches of the Philippines)                                       | Філіппіни Регіони Національний столичний, Ілокос та Західні Вісаї | XVI століття   | 1993 (незначні зміни у 2013 році)                      | 677  | ii, iv     |
| 3 |            | Рисові тераси в Філіппінських Кордильєрах (англ. Rice Terraces of the Philippine Cordilleras)              | Філіппіни Кордильєрський адміністративний регіон                  | I століття     | 1995 (з 2001 року по 2012 рік знаходився під загрозою) | 722  | iii, iv, v |
| 4 |            | Історичне місто Віган (англ. Historic City of Vigan)                                                       | Філіппіни Ілокос                                                  | XVIII століття | 1999                                                   | 502  | ii, iv     |
| 5 |            | Національний парк підземної річки Пуерто-Принсеса (англ. Puerto-Princesa Subterranean River National Park) | Філіппіни Мімаропа                                                | —              | 1999                                                   | 652  | vii, x     |
| 6 |            | Заповідник дикої природи гірський хребет Гаміґутан (англ. Mount Hamiguitan Range Wildlife Sanctuary)       | Філіппіни Давао                                                   | —              | 2014                                                   | 1403 | x          |

## Шрі-Ланка
| № | Зображення | Назва                                                                                 | Місцеположення                                 | Час створення         | Час внесення до списку | №    | Критерії    |
| - | ---------- | ------------------------------------------------------------------------------------- | ---------------------------------------------- | --------------------- | ---------------------- | ---- | ----------- |
| 1 |            | Священне місто Анурадхапура (англ. Sacred City of Anuradhapura)                       | Шрі-Ланка Північно-Центральна провінція        | III століття до н. е. | 1982                   | 200  | ii, iii, vi |
| 2 |            | Стародавнє місто Полоннарува (англ. Ancient City of Polonnaruwa)                      | Шрі-Ланка Північно-Центральна провінція        | XII століття          | 1982                   | 201  | i, iii, vi  |
| 3 |            | Стародавнє місто Сігірія (англ. Ancient City of Sigiriya)                             | Шрі-Ланка Центральна провінція                 | V століття            | 1982                   | 202  | ii, iii, iv |
| 4 |            | Лісовий заповідник Сінхараджа (англ. Sinharaja Forest Reserve)                        | Шрі-Ланка Провінції Сабарагамува та Південна   | —                     | 1988                   | 405  | ix, x       |
| 5 |            | Священне місто Канді (англ. Sacred City of Kandy)                                     | Шрі-Ланка Центральна провінція                 | XVIII століття        | 1988                   | 450  | iv, vi      |
| 6 |            | Старе місто Ґалле та його укріплення (англ. Old Town of Galle and its Fortifications) | Шрі-Ланка Південна провінція                   | XVII століття         | 1988                   | 451  | iv          |
| 7 |            | Печерний храм Рангірі Дамбулла (англ. Rangiri Dambulla Cave Temple)                   | Шрі-Ланка Центральна провінція                 | III століття до н. е. | 1991                   | 561  | i, vi       |
| 8 |            | Нагір'я Центральної Шрі-Ланки (англ. Central Highlands of Sri Lanka)                  | Шрі-Ланка Провінції Сабарагамува та Центральна | —                     | 2010                   | 1203 | ix, x       |

## Японія
| №  | Зображення | Назва | Місцеположення                                                                                 | Час створення     | Час внесення до списку            | №    | Критерії        |
| -- | ---------- | --- | ---------------------------------------------------------------------------------------------- | ----------------- | --------------------------------- | ---- | --------------- |
| 1  |            | Буддійські пам'ятки в районі Хорю-дзі (англ. Buddhist Monuments in the Horyu-ji Area) | Японія Префектура Нара                                                                         | VII століття      | 1993                              | 660  | i, ii, iv, vi   |
| 2  |            | Замок Хімедзі (англ. Himeji-jo) | Японія Префектура Хіого                                                                        | XVII століття     | 1993                              | 661  | i, iv           |
| 3  |            | Якусіма (англ. Yakushima) | Японія Префектура Каґосіма                                                                     | —                 | 1993                              | 662  | vii, ix         |
| 4  |            | Гори Сіракамі (англ. Shirakami-Sanchi) | Японія Префектури Аоморі та Акіта                                                              | —                 | 1993                              | 663  | ix              |
| 5  |            | Пам'ятки культури стародавнього Кіото (міста Кіото, Удзі та Оцу) (англ. Historic Monuments of Ancient Kyoto (Kyoto, Uji and Otsu Cities))                                                                       | Японія Префектури Кіото та Сіґа                                                                | VIII століття     | 1994                              | 688  | ii, iv          |
| 6  |            | Історичні поселення в Сіракаві та Ґокаямі (англ. Historic Villages of Shirakawa-go and Gokayama) | Японія Префектури Ґіфу та Тояма                                                                | XIX століття      | 1995                              | 734  | iv, v           |
| 7  |            | Хіросімський меморіал миру (купол Генбаку) (англ. Hiroshima Peace Memorial (Genbaku Dome)) | Японія Префектура Хіросіма                                                                     | 1945              | 1996                              | 775  | vi              |
| 8  |            | Синтоїстське святилище Іцукусіма (англ. Itsukushima Shinto Shrine) | Японія Префектура Хіросіма                                                                     | XIII століття     | 1996                              | 776  | i, ii, iv, vi   |
| 9  |            | Пам'ятки культури стародавньої Нари (англ. Historic Monuments of Ancient Nara) | Японія Префектура Нара                                                                         | VIII століття     | 1998                              | 870  | ii, iii, iv, vi |
| 10 |            | Святилища і храми Нікко (англ. Shrines and Temples of Nikko) | Японія Префектура Тотіґі                                                                       | XVII століття     | 1999                              | 913  | i, iv, vi       |
| 11 |            | Замки ґуску та дотичні старожитності королівства Рюкю (англ. Gusuku Sites and Related Properties of the Kingdom of Ryukyu)                                                                                      | Японія Префектура Окінава                                                                      | XII століття      | 2000                              | 972  | ii, iii, vi     |
| 12 |            | Святі місця та паломницькі шляхи гірського хребта Кії (англ. Sacred Sites and Pilgrimage Routes in the Kii Mountain Range)                                                                                      | Японія Префектури Нара, Вакаяма та Міє                                                         | IX століття       | 2004 (незначні зміни у 2016 році) | 1142 | ii, iii, iv, vi |
| 13 |            | Національний парк Сіретоко (англ. Shiretoko) | Японія Префектура Хоккайдо                                                                     | —                 | 2005                              | 1193 | ix, x           |
| 14 |            | Срібна шахта Івамі ґіндзан та її культурний ландшафт (англ. Iwami Ginzan Silver Mine and its Cultural Landscape)                                                                                                | Японія Префектура Сімане                                                                       | XVI століття      | 2007 (незначні зміни у 2010 році) | 1246 | ii, iii, v      |
| 15 |            | Хіраїдзумі - храми, сади та археологічні пам'ятки, що представляють Вчення Чистої Землі (англ. Hiraizumi – Temples, Gardens and Archaeological Sites Representing the Buddhist Pure Land)                       | Японія Префектура Івате                                                                        | XI століття       | 2011                              | 1277 | ii, vi          |
| 16 |            | Острови Оґасавара (англ. Ogasawara Islands) | Японія Токіо                                                                                   | —                 | 2011                              | 1362 | ix              |
| 17 |            | Фудзі, священне місце і джерело мистецького натхнення (англ. Fujisan, sacred place and source of artistic inspiration)                                                                                          | Японія Префектури Сідзуока та Яманасі                                                          | XI століття       | 2013                              | 1418 | iii, vi         |
| 18 |            | Фабрика в Томіоці та пов'язані з нею об'єкти (англ. Tomioka Silk Mill and Related Sites) | Японія Префектура Ґумма                                                                        | XIX століття      | 2014                              | 1449 | ii, iv          |
| 19 |            | Об'єкти промислової революції періоду Мейдзі в Японії: чорна металургія, суднобудування та видобуток вугілля (англ. Sites of Japan’s Meiji Industrial Revolution: Iron and Steel, Shipbuilding and Coal Mining) | Японія Префектури Ямаґуті, Каґосіма, Сідзуока, Івате, Саґа, Нагасакі, Фукуока та Кумамото      | XIX століття      | 2015                              | 1484 | ii, iv          |
| 20 |            | Архітектурні роботи Ле Корбюзьє — видатний внесок у модернізм (англ. The Architectural Work of Le Corbusier, an Outstanding Contribution to the Modern Movement)                                                | Японія Токіо (спільно з Аргентиною , Бельгією , Індією , Німеччиною , Францією та Швейцарією ) | XX століття       | 2016                              | 1321 | i, ii, vi       |
| 21 |            | Священний острів Окіносіма та пов'язані з ним місця в регіоні Мунаката (англ. Sacred Island of Okinoshima and Associated Sites in the Munakata Region)                                                          | Японія Префектура Фукуока                                                                      | IV століття       | 2017                              | 1535 | ii, iii         |
| 22 |            | Приховані християнські місця в регіоні Нагасакі (англ. Hidden Christian Sites in the Nagasaki Region) | Японія Префектури: Нагасакі та Кумамото                                                        | XVII століття     | 2018                              | 1495 | iii             |
| 23 |            | Група кофунів Модзу-Фуруїті: курганні гробниці Стародавньої Японії (англ. Mozu-Furuichi Kofun Group: Mounded Tombs of Ancient Japan)                                                                            | Японія Префектура Осака                                                                        | IV століття       | 2019                              | 1593 | iii, iv         |
| 24 |            | Острів Амамі Осіма, острів Токуносіма, північна частина острова Окінава та острів Іріомоте (англ. Amami-Oshima Island, Tokunoshima Island, Northern part of Okinawa Island, and Iriomote Island)                | Японія Префектури: Каґосіма та Окінава                                                         | —                 | 2021                              | 1574 | x               |
| 25 |            | Доісторичні пам'ятки Дзьомон на півночі Японії (англ. Jomon Prehistoric Sites in Northern Japan) | Японія Префектури: Аоморі, Хоккайдо, Івате, Акіта                                              | 15 000 років тому | 2021                              | 1632 | iii, v          |